# Beni Oulbane
Beni Oulbane è un comune dell'Algeria, situato nella provincia di Skikda.